# René Auberjonois (herec)
René Murat Auberjonois (1. června 1940 New York, New York, USA – 8. prosince 2019 Los Angeles, Kalifornie, USA) byl americký herec a režisér.

## Život
Pocházel z význačné rodiny, jeho otec Fernand Auberjonois, narozený ve Švýcarsku, byl novinářem nominovaným na Pulitzerovu cenu, jeho děda René Auberjonois byl švýcarským postimpresionistickým malířem. Renéovou matkou byla princezna Laure Louise Napoléone Eugénie Caroline Murat, prapravnučka krále obojí Sicílie Joachima Murata a jeho manželky Caroline, sestry francouzského císaře Napoleona Bonaparte.
René Auberjonois se narodil v roce 1940 v New Yorku, po ukončení druhé světové války se jeho rodina přestěhovala do Paříže, kde se rozhodl stát se hercem. Po několika letech se Auberjonoisovi vrátili do USA, nějaký čas ale také strávili v Londýně, kde René dokončil střední školu zatímco se věnoval herectví. Promoval v USA na Carnegie Institute of Technology (nyní Carnegie Mellon University), poté začal profesionálně hrát v divadlech a v roce 1968 se poprvé objevil na broadwayských jevištích, kde působil do začátku 21. století. Několik divadelních produkcí také režíroval.
V roce 1962 se objevil v první malé filmové roli ve snímku Lilith, známým se stal jako otec Mulcahy ve filmu MASH (1970). V průběh 70. a 80. let hrál v mnoha filmech (např. v McCabe a paní Millerová, Hindenburg, King Kong, Velký autobus, Oči Laury Marsové, Bizoni na tahu, Policejní akademie 5: Nasazení v Miami Beach a v mnoha dalších) a televizních seriálech (převážně epizodní role). Jako jedna z hlavních postav se objevil v sitcomu Benson (1980–1986), v roce 1991 měl cameo roli plukovníka Westa ve snímku Star Trek VI: Neobjevená země, na kterou navázala postava měňavce Oda v seriálu Star Trek: Stanice Deep Space Nine (1993–1999), jehož několik epizod také režíroval. Dále hostoval v epizodě „Tajemství oázy“ prequelového seriálu Star Trek: Enterprise jako Ezral. V prvním desetiletí 21. století hrál např. v seriálech Soudkyně Amy, Kauzy z Bostonu, Skladiště 13 či Paní ministryně. Věnoval se též dabingu animovaných filmů a seriálů (např. Pound Puppies: Štěňátka do každé rodiny) a videoher.
Byla mu diagnostikována rakovina plic v pokročilém stádiu, takže se rozhodl provést legální asistovanou sebevraždu. Zemřel ve svém domě v Los Angeles dne 8. prosince 2019 ve věku 79 let.